# Solenogenys rhysodoides
Solenogenys rhysodoides is een keversoort uit de familie van de loopkevers (Carabidae). De wetenschappelijke naam van de soort is voor het eerst geldig gepubliceerd in 1858 door James Livingston Thomson.